# Antarctica (álbum)
Antarctica es una banda sonora de música electrónica compuesta por Vangelis publicada en 1983 por Polydor Records en Japón.
Este álbum fue realizado para la película homónima (南極物語 Nankyoku Monogatari, en japonés), dirigida por Koreyoshi Kurahara, que obtuvo 3 galardones y Vangelis la nominación a mejor banda sonora en los premios de la Academia Japonesa de Cine.

## Producción
Tras el éxito y reconocimiento que el compositor logró con la banda sonora de la película Chariots of Fire (1981), ganadora del premio Oscar en su categoría, Vangelis optó por distanciarse de su trabajo como compositor para el cine por miedo a quedarse encasillado. Es por ello que la publicación de varios trabajos, como la banda sonora de Blade Runner (1982), pospusieran su publicación en formato físico. En esta época el músico compartía, con bastante éxito, un proyecto conjunto con Jon Anderson (Jon and Vangelis) mientras proseguía la preparación y publicación de discos en solitario. Sin embargo Polydor Records, debido al éxito de Antarctica en las pantallas japonesas, decidió publicar una edición en Japón que paulatinamente se divulgó en el exterior y, posteriormente, vio la luz a nivel internacional.

## Lista de temas
1. Theme From Antarctica
2. Antarctica Echoes
3. Kinematic
4. Song of White
5. Life of Antarctica
6. Memory of Antarctica
7. Other Side of Antarctica
8. Deliverance

## Recepción
Jim Brenholts en su crítica para AllMusic la considera "un conjunto muy dinámico y dramático, pero no transmite la frialdad que los oyentes esperarían. Transmite sentimientos de angustia, aislamiento e incluso desolación y, en realidad, es muy buena música. Simplemente no se siente como la Antártida.